# Acacia igualensis
Acacia igualensis é uma espécie de leguminosa do gênero Acacia, pertencente à família Fabaceae.